# Carissa Moore
Carissa Kainani Moore (Honolulu, 27 d'agost de 1992) és una surfista professional hawaiana que ha guanyat l'ASP World Tour en quatre ocasions (2011, 2013, 2015 i 2019). En els Jocs olímpics d'estiu de 2020, aconseguí el primer or olímpic a la platja de Tsurigasaki l'any del debut d'aquesta disciplina.

## Biografia
Als cinc anys va començar a practicar el surf a les platges de Waikiki amb el seu pare. El 2010 va començar a competir a l'ASP World Tour, acabant en tercer lloc de la classificació mundial. Aquell any va ser nomenada com la millor debutant de l'any. El 2011, amb 18 anys, va guanyar el seu primer títol de campiona del món, essent la més jove en aconseguir-ho en la història.
El 2012 no va poder revalidar el títol, quedant en tercera posició. El 2013 va guanyar la meitat de les competicions i es va tornar a adjudicar el títol mundial. Va tenir una temporada difícil perquè Tyler Wright va competir a un gran nivell, però en l'esdeveniment final disputat a Portugal, Wright va ser eliminada a quarts de final i Moore va guanyar el títol. El 2015 va guanyar quatre de les deu competicions de què consta el campionat de món, aconseguint el tercer títol mundial.
El 2016 va tornar a finalitzar en tercer lloc després d'haver obtingut la victòria en una sola prova i acumular 57,200 punts.